# Albín Stocký
Albín Stocký (24. února 1876, Skřivany okres Nový Bydžov – 18. dubna 1934, Praha) byl český archeolog, vysokoškolský pedagog a muzejník.

## Život
Původním vzděláním inženýr chemie, vypracoval se z venkovského muzejníka na předního vědce a plně se věnoval archeologii pravěku. Dlouholetý přednosta pravěkého oddělení Národního muzea byl roku 1927 jmenován profesorem archeologie a stenologie na Univerzitě Karlově. K jeho žákům patřili například Jan Filip nebo Růžena Vacková, která na něj vzpomínala jako na ryzího vědce.
Velice schopný terénní badatel vedl roku 1929 výzkum keltského oppida ve Stradonicích, který financoval ze svých prostředků prezident T. G. Masaryk. Podle dochovaných zpráv a dobových fotografií se soustředil především na severovýchodní svahy nad Berounkou. Podařilo se mu zachytit a prozkoumat několik sídlištních struktur a objektů.
Jeho stěžejním dílem prvního badatelského období je publikace Pravěk země české I., která vyšla roku 1926 a byla přeložena i do francouzštiny.